# Zucchero di palma

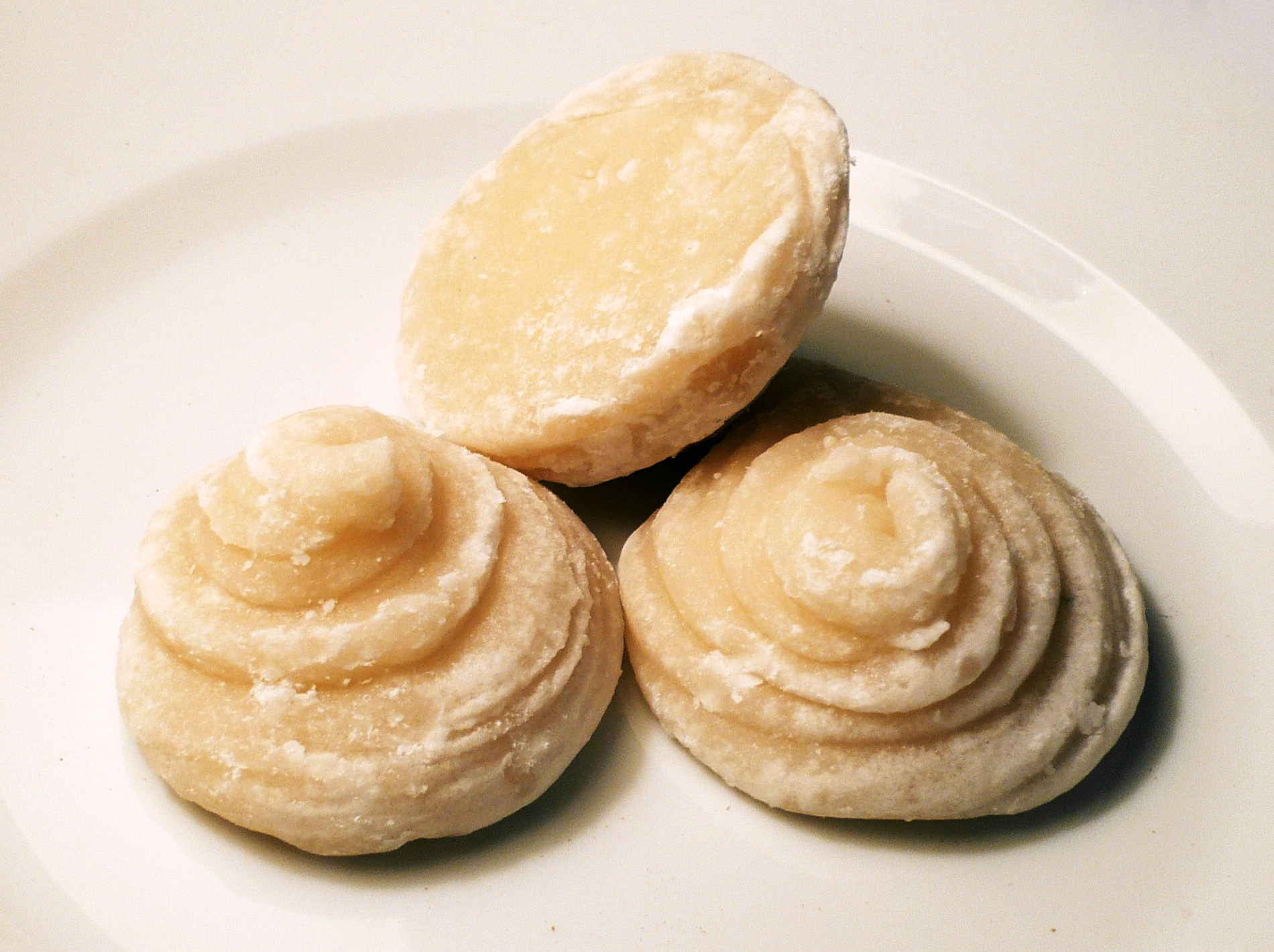
Dolcetti a base di zucchero di palma

Lo zucchero di palma è un dolcificante ricavato da un qualsiasi tipo di palma. Essendovi molte tipologie di palme diverse, i vari zuccheri di palma sono spesso classificati in base alla pianta di provenienza. Gli zuccheri delle palme presentano tutti delle lievi differenze fra di loro e vengono prodotti in modo simile. Inoltre possono essere utilizzati in modo intercambiabile nella preparazione di vari alimenti.

## Tipologie
Esistono cinque tipologie predominanti di palma per la fabbricazione dello zucchero, ovvero la borassus, la phoenix dactylifera o palma da datteri, la nypa fruticans, l'arenga pinnata o palma da zucchero e la cocos nucifera, anche conosciuta come palma da cocco. La borassus viene coltivata in Africa, Asia e Nuova Guinea ove viene utilizzata, oltre che per la produzione di zucchero ricavato dalla linfa dei fiori, per la fabbricazione di vari oggetti e materiali. La palma da datteri si distingue in due varianti, ovvero la phoenix dactylifera e la phoenix sylvestris, da entrambe le quali si può ricavare il dolcificante di palma ricavato dalla linfa. Tuttavia, la phoenix dactylifera è comune nelle aree che si affacciano sul Mediterraneo e in Medio Oriente, mentre la phoenix sylvestris è diffusa in alcuni paesi dell'Asia fra cui l'India e il Pakistan. La nypa fruticans è invece originaria delle coste e delle regioni tropicali dell'Oceano Indiano e Pacifico. Si tratta dell'unica palma che cresce all'interno di un bioma acquoso di mangrovie. Solo le foglie e i fiori della pianta crescono sopra il livello dell'acqua. Lo zucchero di tale specie di palma si ottiene dalla linfa della pianta. L'arenga pinnata è originaria delle regioni costiere e tropicali dell'Asia fra cui quelle della Cina e dell'Indonesia. La linfa usata per produrre lo zucchero di palma è conosciuta in India con il nome gur mentre in Indonesia viene definita gula aren. La cocos nucifera produce invece zucchero dalla linfa dei suoi fiori, cresce nelle aree costiere dell'Oceano Indiano e Pacifico e lo zucchero ricavato da questa pianta viene prodotto principalmente dall'Indonesia, dalla Thailandia e dalle Filippine.

## Caratteristiche
Lo zucchero di palma viene prodotto bollendo la linfa raccolta dalle piante fino a quando non si addensa. La linfa bollita, da cui si può anche ricavare il miele di palma, viene venduta in apposite bottiglie o lattine e tende ad addensarsi e cristallizzarsi nel tempo, oppure viene lasciata solidificare e venduta sotto forma di blocchetti. Il colore dello zucchero di palma spazia dal marrone/dorato al marrone scuro/nero come, ad esempio, il gula aren indonesiano. Lo zucchero di palma funge da ingrediente per svariati alimenti dolci o salati cucinati o fabbricati in Asia, Medio Oriente e Nord Africa.

## Varianti locali

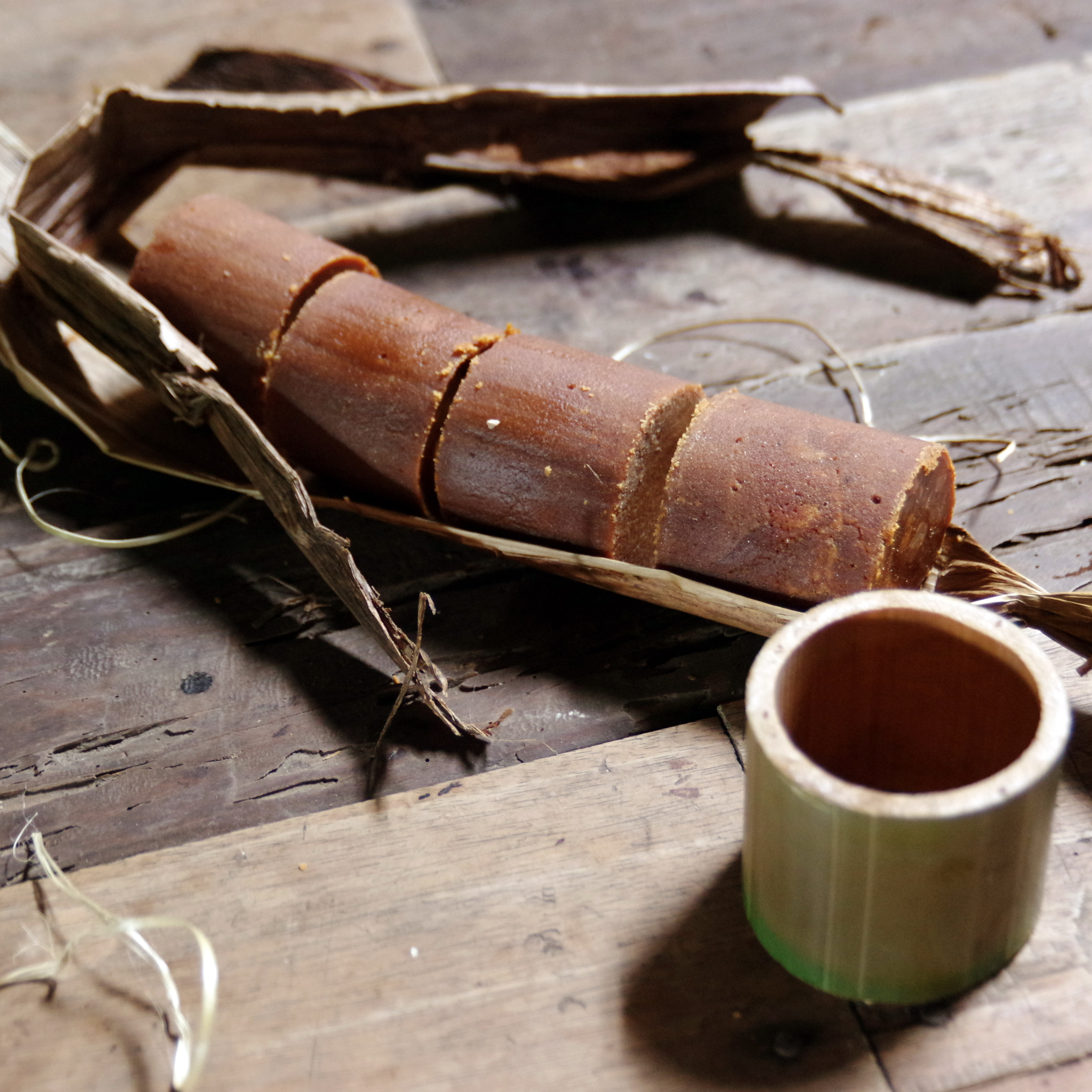
Gula aren

Essendo popolare in molti paesi, lo zucchero di palma ha molti nomi diversi e la sua preparazione cambia di paese in paese. In Indonesia vi è il gula jawa ("zucchero giavanese") mentre in Malaysia si prepara il gula melaka. Vi è una differenza specifica nella denominazione dello zucchero di palma in Indonesia; se è a base di cocco, viene chiamato gula jawa o gula merah ("zucchero rosso"), il gula aren ("zucchero di aren") si riferisce invece allo zucchero di palma che è stato specificamente prodotto dalla linfa dei boccioli di palma aren. Il gula jawa ha un aroma terroso, è molto dolce e il suo aspetto ricorda quello della melassa, mentre il gula aren ha un colore più chiaro.
Il gula melaka è un tipo di zucchero di palma a volte denso e appiccicoso ottenuto dalla linfa dei boccioli di fiori di palma da cocco o, più raramente, da altre palme. La pianta viene recisa in più punti e il liquido che ne fuoriesce viene raccolto grazie a una pentola. La linfa viene quindi bollita fino a quando non si addensa. Successivamente, il liquido dolce viene versato in tubi di bambù lunghi 7/13 cm e lasciato solidificare al loro interno fino a quando assumerà una forma cilindrica. Tale procedura rende lo zucchero di gula melaka più costoso del comune zucchero semolato. Da questo tipo di zucchero vengono preparati alcuni piatti salati o dolci del sud-est asiatico comprendenti torte, il gula melaka sago, il cendol, l'ondeh ondeh e il rojak.